# Berthold von Bussnang
Berthold von Bussnang (1159 erstmals erwähnt; † 22. Mai 1183 in Konstanz) war von 1174 bis 1183 Bischof von Konstanz.

## Leben und Wirken
Berthold entstammte dem thurgauischen Freiherrengeschlecht von Bussnang. Sein Geburtsjahr ist unbekannt. 1159 wird er in einer Urkunde Hermanns von Arbon erstmals erwähnt. Bevor er den Bischofsstuhl bestieg, gehörte er dem Konstanzer Domkapitel an und hatte ab 1169/1170 das Amt des Dompropstes inne.
Seit dem 9. April 1175 ist er zwar als Bischof von Konstanz belegt, versah sein Amt in den ersten vier Jahren jedoch lediglich als Elekt und erhielt die Bischofsweihe erst in der zweiten Hälfte des Jahres 1179.
Er nahm 1179 am 3. Laterankonzil teil und empfing Kaiser Friedrich I. 1179 und 1181 in Konstanz.
Während seiner Regierungszeit als Bischof widmete sich Berthold überwiegend jurisdiktionellen Aufgaben und trat besonders als Schlichter bei Streitigkeiten um den Besitz von Kirchen und Kapellen sowie um den Zehnten in Erscheinung.
Während Berthold im Juni 1179 der von Bischof Berno von Schwerin vollzogenen Weihe im Kloster Salem lediglich als Elekt beiwohnen konnte, nahm er, nachdem er zwischenzeitlich zum Bischof geweiht worden war, im Dezember desselben Jahres die Konsekration der nach einem Brand neuerrichteten Kirche des Klosters Petershausen selbst vor. 1181 begleitete er Friedrich Barbarossa nach Ulm und weihte dort die Jakobuskirche am Markt, die jedoch 1538 abgegangen ist. Im November 1182 konsekrierte er außerdem die neuerbaute Kirche des Klosters Weingarten. 1180 übergab ihm Hartmann von Kyburg den dritten Teil der Burg Weinfelden.
Bischof Berthold verstarb am 22. Mai 1183 und fand im Konstanzer Münster seine letzte Ruhestätte.